# 이병기 선생 생가
이병기 선생 생가(李秉岐 先生 生家)는 대한민국 전북특별자치도 익산시 여산면에 있는, 국문학자이자 시조작가인 가람 이병기(1891∼1968)의 생가이다. 1973년 6월 23일 전북특별자치도의 기념물 제6호로 지정되었다.

## 개요
시조의 현대적 혁신과 부활을 위한 새 운동을 전개하며 고전 발굴 연구에 힘쓴 가람은 청소년 교육을 통하여 민족의 말과 글을 보존하는데 노력하였다. 주된 공적은 시조에서 이루어졌지만 서지학과 국문학 분야에도 많은 업적을 남겼다. 특히 신재효의 판소리 등을 발굴 소개한 공로는 크다. 주요 저서로 『가람시조집』, 『국문학개론』 등이 있다.
가옥은 조선 후기 양반집의 배치를 따르고 있는데 안채와 사랑채, 광채와 모정 등이 남아 있다. 모정 앞쪽에 작은 연못이 2곳 있다. 본디 초가지붕이며 건물 자체에는 특징이 없으나 안채와 사랑채에서 고풍스러움이 묻어나며, 모정과 연못을 배치하는 등 조촐한 느낌을 주고 있다. 선생은 이곳에서 태어나고 이곳에서 숨을 거두었다.

## 같이 보기
- 이병기
- 이병기생가의탱자나무 - 전라북도 기념물 제112호

## 참고 자료
- 이병기선생생가 - 국가유산청 국가유산포털